# Jabberwocky (film)
Jabberwocky – angielska komedia z 1977, której tłem jest średniowiecze, wyreżyserowana przez członka grupy Monty Python – Terry’ego Gilliama. W jednej z głównych ról wystąpił Michael Palin. Tytuł filmu został zaczerpnięty z wiersza Jabberwocky autorstwa Lewisa Carrolla.